# بوسلیک

محل صداهای مقام بوسلیک بر روی پرده‌های سازهایی مثل تار، سه‌تار و عود که با فاصلهٔ چهارم درست کوک شده‌اند.

بوسَلیک نام یکی از مقام‌های موسیقی است. در موسیقی قدیم ایران، بوسلیک جزو مقام‌های دوازده‌گانهٔ اصلی بود و بعد از تحول موسیقی ایران از موسیقی مقامی به موسیقی دستگاهی، بوسلیک به شکل یک گوشه در دستگاه نوا به جا مانده است اگر چه به دستگاه شور نزدیکی بیشتری دارد. بوسلیک در موسیقی سنتی عربی و ترکی نیز دیده می‌شود، اما فواصل آن با آنچه در متون قدیمی است متفاوت است.
احتمال می‌رود که نام بوسلیک، برگرفته از نام یک شخص حقیقی باشد. برخی منابع از شاعری با همین نام یاد کرده‌اند و برخی دیگر شخصی با نام ابوسالک را که نزد فیثاغورث کار می‌کرده، منشأ این نام دانسته‌اند. به‌طور مشابه، برخی ریشهٔ این مقام را در نظریات فیثاغورث در مورد طبقه‌بندی موسیقی می‌دانند اما بسیاری آن را در چارچوب نظریه ادوار تعریف می‌کنند که توسط صفی‌الدین ارموی مستندسازی شد.

## نام
منابع متعددی معتقدند که نام بوسلیک از شخصی به نام بوسلیک یا ابوسالک گرفته شده است. برخی وی را غلام فیثاغورث دانسته‌اند. از سوی دیگر علی‌اکبر دهخدا هم از شاعری به نام ابوسُلَیک گرگانی نام برده است که در دورهٔ صفاریان می‌زیست. منوچهری دامغانی نیز از وی در کنار دیگر شاعران پیشگام دورهٔ سامانیان چنین یاد کرده است.
| بوالعلا و بوالعباس و بوسلیک و بوالمثل |  | وآن‌که آمد از نوایح و آنکه آمد از هری |

## تاریخچه
برخی از نظریه‌پردازان مقام بوسلیک را منسوب به فیثاغورث می‌دانند و آن را مقام دوم از مقامهای فیثاغورث دانسته‌اند، اما برخی دیگر معتقدند موسیقی ایران تا این حد با فیثاغورث ارتباط نداشته است. بوسلیک را دور سوم از «ادوار مشهوره» صفی‌الدین ارموی، و دایره بیست و هفتم از «ادوار کثیره» صفی‌الدین برشمرده‌اند. صفی‌الدین ارموی بوسلیک را یکی از مقام‌های موسیقایی ایرانی-عربی ذکر کرده که در محدوده یک اکتاو بوده است.
در برخی رساله‌ها مقام‌های موسیقی را به روزهای هفته نسبت داده‌اند و روز چهارشنبه و شب یکشنبه را مناسب اجرای بوسلیک دانسته‌اند. برخی منابع دیگر بوسلیک را برای اجرا پیش از ظهر مناسب دانسته‌اند.
در رسالهٔ کنزالتحف (تاریخ تقریبی ۷۴۱ تا ۷۶۴ هجری قمری) آمده که بوسلیک و نوا در مجلس اتراک (ترکها) بیشتر رایج بوده و در مجالس «زنگیان و حبشیان» (به ترتیب مرتبط با دودمان زنگیان و اهالی حبشه، که هر دو عرب بوده‌اند) مقام عشاق بیشتر رایج بوده است. همچنین از بوسلیک در کنار عشاق و نوا به عنوان پرده‌هایی نامبرده شده که «مؤثرند در نفوس بتأثر قوه و شجاعت و تسلط در نفس». همین رساله از صفی‌الدین عبدالمومن نقل می‌کند که بوسلیک را «شدّالقوه» توصیف کرده است.

## موسیقی ایرانی
در تقسیم‌بندی مقامی موسیقی ایرانی، بوسلیک یکی از مقام‌های دوازده‌گانه اصلی بود. فواصل مقام بوسلیک در متون قدیمی به صورت «ب ط ط ب ط ط ط» آمده است که با تبدیل آن به نت‌نویسی امروزی، مقام بوسلیک از نت سل به شکل زیر به دست می‌آید؛ فاصلهٔ بین «سل» و «لا بمل» و فاصلهٔ بین «دو» و «ر بمل» برابر با دوم کوچک است (نیم‌پرده)، و فاصلهٔ بین دیگر نت‌ها برابر است با دوم بزرگ (یک پرده). به عبارت دیگر، در هر دو دانگ این مقام، فواصل نت‌ها به صورت «نیم‌پرده - پرده - پرده» است. گامی که از درجهٔ چهارم مقام بوسلیک به دست می‌آید، به مد فریژین در موسیقی قرون وسطای مغرب زمین نزدیک است.

درجات مقام بوسلیک بر اساس رسالهٔ شرفیهٔ صفی‌الدین ارموی.

### گوشه بوسلیک

مشخصات گوشهٔ بوسلیک، در مقایسه با دستگاه شور و نوا. شاهد بوسلیک منطبق است بر درجهٔ یازدهم شور و درجهٔ هشتم نوا

در تقسیم‌بندی دستگاهی موسیقی ایرانی، گوشه‌ای با نام بوسلیک در دستگاه نوا طبقه‌بندی می‌شود، اگر چه رابطهٔ تنگاتنگی با دستگاه شور نیز دارد. اما فواصل این گوشه با مقام قدیمی بوسلیک سازگار نیست و به زعم منصوره ثابت‌زاده، مقام قدیمی بوسلیک از نظر فواصل با آواز اصفهان و دستگاه ماهور بیشترین مطابقت را دارد.
گوشهٔ بوسلیک در اوج دستگاه نوا اجرا می‌شود. شاهد آن درجهٔ یازدهم شور و درجهٔ هشتم نوا است، و ایست آن در درجهٔ هفتم شور یا همان درجهٔ چهارم نوا اتفاق می‌افتد. بخش آغازین گوشهٔ نیریز در دستگاه نوا نیز بر اساس گوشهٔ بوسلیک استوار است.
اگر در گامی که مبتنی بر گوشهٔ بوسلیک برپایهٔ نتِ سی است، از درجهٔ چهارم (یعنی «می») شروع کنیم و به سمت بالا بشماریم، به درجات دستگاه شور نزدیک‌تر می‌شویم. در عمل هم بوسلیک بیشتر در «شورِ می» اجرا می‌شود یعنی «فا دیز» با «فا سُری» جایگزین می‌شود (که به «فا بکار» نزدیک‌تر است)؛ در این حالت نت «دو سری» در درجهٔ ششم هم در واقع نت متغیر درجهٔ دستگاه ششم شور به حساب خواهد آمد. به عقیدهٔ فرهاد فخرالدینی، اوج آواز دشتی، بیات اصفهان و نیز اوج دستگاه همایون، که هر سه عشاق نامیده شده‌اند نیز همگی بهتر بود بوسلیک نامیده می‌شدند. بوسلیک، با این‌که میل و نزدیکی به دستگاه شور دارد اما در دستگاه شور گنجانده نشده است. به عقیدهٔ هرمز فرهت تقسیم‌بندی گوشهٔ بوسلیک در دستگاه نوا خلاف قاعده است، اما به زعم او چنین اتفاق‌های خلاف قاعده‌ای در موسیقی سنتی ایرانی، نادر نیست.

## موسیقی ترکی
در موسیقی ترکی، بوسلیک یا پوسلیک (به ترکی استانبولی: puselik) حالتی دارد که می‌توان آن را با حالت‌های سازهای بادی موسیقی کلیسایی مقایسه کرد. نام «بوسلیک» در موسیقی ترکی هم به عنوان یک گام و هم به عنوان یک دانگ آمده است.

گام بوسلیک در موسیقی ترکی. در برخی منابع نت هفتم به جای سل دیز به صورت سل بکار نیز آمده است.

اما از سوی دیگر، متون رایج که بر طبقه‌بندی حسین سعدالدین آرل برای مقام‌ها استوار هستند، بوسلیک و نهاوند را یک مقام می‌دانند که در دو درجهٔ مختلف اجرا می‌شوند اما فواصل یکسان دارند. در متون قدیمی نیز محمد بن محمود بن محمد نیشابوری بوسلیک را برخاسته از «شیب نهاوند» توصیف کرده بوده است.

### دانگ بوسلیک
در تئوری موسیقی ترکی معاصر، که متأثر از تحقیقات حسین سعدالدین آرل است، بوسلیک به عنوان یکی از دانگ‌های اصلی دانسته شده و فواصل آن به صورت «پرده - نیم‌پرده - پرده» تعریف شده‌اند.

دانگ بوسلیک در موسیقی عربی و ترکی

## موسیقی آذربایجانی
در موسیقی آذربایجانی نیز بوسلیک یکی از شعبه‌ها (زیرشاخه‌های مقام‌های اصلی) دانسته می‌شود اگر چه برخی نظیر میر محسن نواب آن را جزو دوازده مقام اصلی برشمرده‌اند.

## موسیقی عربی
در تئوری موسیقی عربی معاصر نیز بوسلیک یک دانگ (یا جنس) اصلی است که فواصل آن به صورت «پرده - نیم‌پرده - پرده» تعریف شده‌اند. در برخی متون مربوط به موسیقی عربی، بوسلیک به عنوان بخشی از خانوادهٔ مقام نهاوند مطرح شده است، یا با آن مترادف دانسته شده است، ولی در برخی منابع دیگر، بوسلیک صرفاً یک دانگ دانسته شده، و بعضاً با مقام عشاق یکی دانسته شده است. خانوادهٔ نهاوند به خاطر فاصلهٔ «پرده - نیم‌پرده - پرده» شناخته می‌شود.

گام بوسلیک در موسیقی عربی

## یادداشت
1. ↑  صفاریان از نوادگان ساسانیان بودند که در زمان ورود اسلام به ایران، بر شرق ایران و مناطق افغانستان و پاکستان امروزی حکومت می‌کردند و شاعران فارسی‌زبان در دربارشان جایگاه داشتند؛ صفاریان نهایتاً در جنگ با سامانیان شکست خوردند.